# Władysław Hauptman
Władysław Hauptman pseud.: Gapa, Krzyż, Kaczor (ur. 26 maja 1916 w Lackich, zm. 25 czerwca 1988 w Leckhampton Court koło Cheltenham (Wielka Brytania)) – żołnierz Wojska Polskiego II RP i Polskich Sił Zbrojnych, oficer Armii Krajowej, podporucznik lotnictwa czasu wojny, uczestnik Powstania Warszawskiego, cichociemny.  Zwykły Znak Spadochronowy nr 2552, Bojowy Znak Spadochronowy nr 1951.

## Życiorys
Był synem Edmunda i Marii z domu Bałandiuk. Ukończył szkołę powszechną dla ubogich chłopców w Przemyślu, po której ukończeniu pracował jako robotnik przy budowie ulic. W 1938 roku został powołany do wojska i służył jako szofer w 161 eskadrze myśliwskiej 6 pułku lotniczego we Lwowie.
W kampanii wrześniowej walczył w 6 pułku lotniczym. 19 września przekroczył granicę polsko-rumuńską. W Rumunii został internowany w Dragasani. Uciekł, schwytany i osadzony w Czerniowcach. Uciekł ponownie, przez Jugosławię, Grecję, statkiem m/s Warszawa dotarł w lutym 1940 roku do Francji.  Wstąpił do Polskich Sił Powietrznych w Lyonie, następnie w Roanne.
Po upadku Francji ewakuowany 24 czerwca 1940 roku statkiem Arandora Star, z portu St. Jean de Luz, od 25 czerwca w Wielkiej Brytanii. Wstąpił do Polskich Sił Powietrznych, przeszkolony na kursie radiotelegrafistów w bazie lotniczej Blackpool i na kursie strzelców samolotowych. Przydzielony do 300 Dywizjonu, w którym jako radiotelegrafista oraz strzelec pokładowy wykonał 30 lotów bojowych nad Francją oraz Niemcami. Podczas powrotu z bombardowania Bremy 3 czerwca 1942 roku zestrzelony nad kanałem La Manche, jego bombowiec Wellington został zmuszony do wodowania u wybrzeży Norfolk. Za udział w tych operacjach został odznaczony Krzyżem Srebrnym Orderu Virtuti Militari i trzykrotnie Krzyżem Walecznych. Awansowany na stopień plutonowego 1 marca 1943 roku.
Zgłosił się do służby w okupowanym kraju, przeszkolony ze specjalnością w łączności radiowej dla lotnictwa i w dywersji, na kursach specjalnych dla kandydatów na cichociemnych, m.in. : łączności (Blackpool), spadochronowym, walki konspiracyjnej, odprawowym (STS 43, Audley End), i in. Zaprzysiężony na rotę ZWZ/AK 4 marca 1943 roku w Audley End, przerzucony na stację wyczekiwania Głównej Bazy Przerzutowej w Latiano nieopodal Brindisi we Włoszech. Awansowany na stopień sierżanta, ze starszeństwem od 9 kwietnia 1944 roku.
Skoczył ze spadochronem do okupowanej Polski w nocy 8/9 kwietnia 1944 roku, w sezonie operacyjnym „Riposta”, w operacji lotniczej „Weller 6”, na placówkę odbiorczą „Nil 1” 133 (kryptonim polski, brytyjskie oznaczenie numerowe pinpoints), w okolicach wsi Zmożna Wola i Rozprza. Razem z nim skoczyli: Kazimierz Niepla ps. Kawka, Jerzy Sztrom ps. Pilnik, Henryk Zachmost ps. Zorza.
Po aklimatyzacji do realiów okupacyjnych, od kwietnia 1944 roku przydzielony jako radiotelegrafista do referatu łączności lotniczej Wydziału Lotnictwa Oddziału III Operacyjnego Komendy Głównej AK. Brał m.in. udział w operacji „Wildhorn III" (polski kryptonim „Most 3"). Było to ostatnie lądowanie alianckiego samolotu na terenie okupowanej Polski, 26 lipca 1944 roku. Samolotem przylecieli: Bogusław Wolniak, Kazimierz Bilski, Leszek Starzyński, Jan Nowak-Jeziorański, odlecieli: Tomasz Arciszewski, Józef Retinger, Jerzy Chmielewski, ponadto wyekspediowano nim, w dramatycznych okolicznościach, części do rakiet V2.
W Powstaniu Warszawskim jako radiotelegrafista radiostacji Wydziału Lotnictwa „Bociany” KG AK, zlokalizowanej przy ul. Wilczej 14, następnie Wilczej 9, wraz z cichociemnymi: Ignacym Batorem oraz Edwardem Kowalikiem. Za służbę tę został odznaczony 22 września 1944 roku po raz czwarty Krzyżem Walecznych. Od 1 października 1944 roku w Milanówku, nadal w referacie łączności lotniczej w Wydziale Lotnictwa jako dowódca radiostacji. 1 stycznia 1945 roku awansowany na stopień podporucznika. W grudniu 1944 roku, podczas podróży do Kielc zatrzymany przez Niemców pod fałszywym nazwiskiem, do stycznia 1945 pracował przymusowo przy kopaniu rowów.

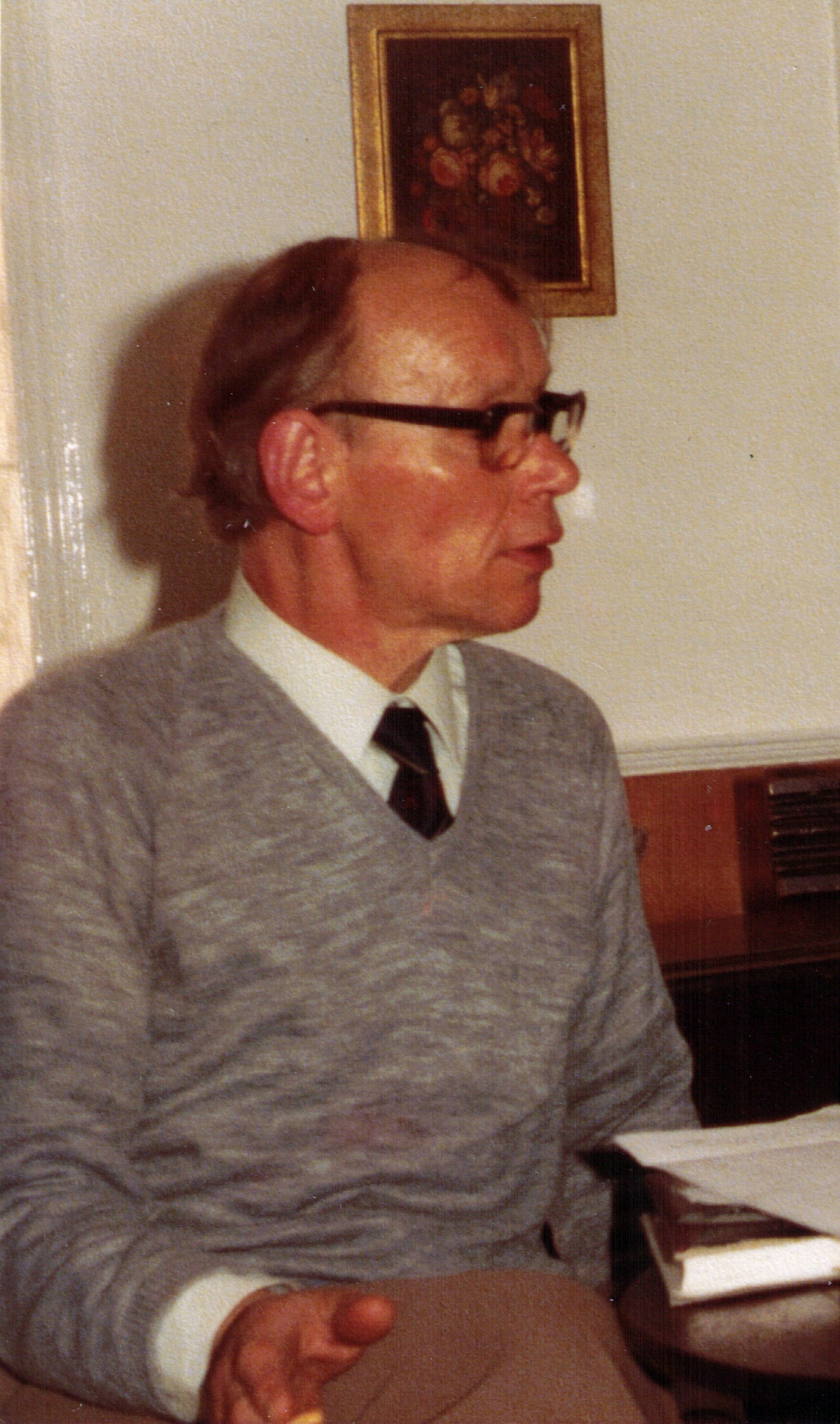
Władysław Hauptman, 1979

Po wojnie nadal w konspiracji, 30 maja 1945 roku, po donosie informatora  Urząd Bezpieczeństwa ps. Krzak, aresztowany przez funkcjonariuszy NKWD w miejscu nadawania radiostacji. Aresztowano także ppor. cc Piotra Nowaka ps. Oko, st. sierż. cc Edwarda Kowalika ps. Ciupuś, sierż. Michała Wiśniewskiego ps. Prusak oraz łączniczkę Krystynę Ożarowską ps. Krystyna.  Był więziony do października 1945 roku w Łodzi, potem na Łubiance (miał być świadkiem w „procesie szesnastu”) i znów w Łodzi. Zwolniony z więzienia wskutek amnestii.
Od 5 listopada do 15 grudnia 1945 roku pracował jako radiotelegrafista - tłumacz na Okęciu w PLL Lot. 9 stycznia 1946 wraz z Adamem Benradem uciekł z Polski statkiem węglowym Kummenlas płynącym do Szwecji, następnie statkiem do Niemiec. Do kwietnia 1946 roku w m.p. 1 Dywizji Pancernej w Meppen, 10 kwietnia 1946 dotarł do Wielkiej Brytanii. Pozostał na emigracji, osiedlił się w Kidderminster, pracował w firmie elektronicznej. W ostatnich dniach życia, namówiony przez Sue Ryder, przeniósł się do Leckhampton koło Cheltenham. Tam zmarł, został pochowany na cmentarzu w Kidderminster.

## Ordery i odznaczenia
- Krzyż Srebrny Orderu Wojennego Virtuti Militari nr 9637[7]
- Krzyż Walecznych – czterokrotnie
- Krzyż Armii Krajowej
- Medal Wybitnej Służby Lotniczej
- Medal Królowej za Odwagę

## Galeria

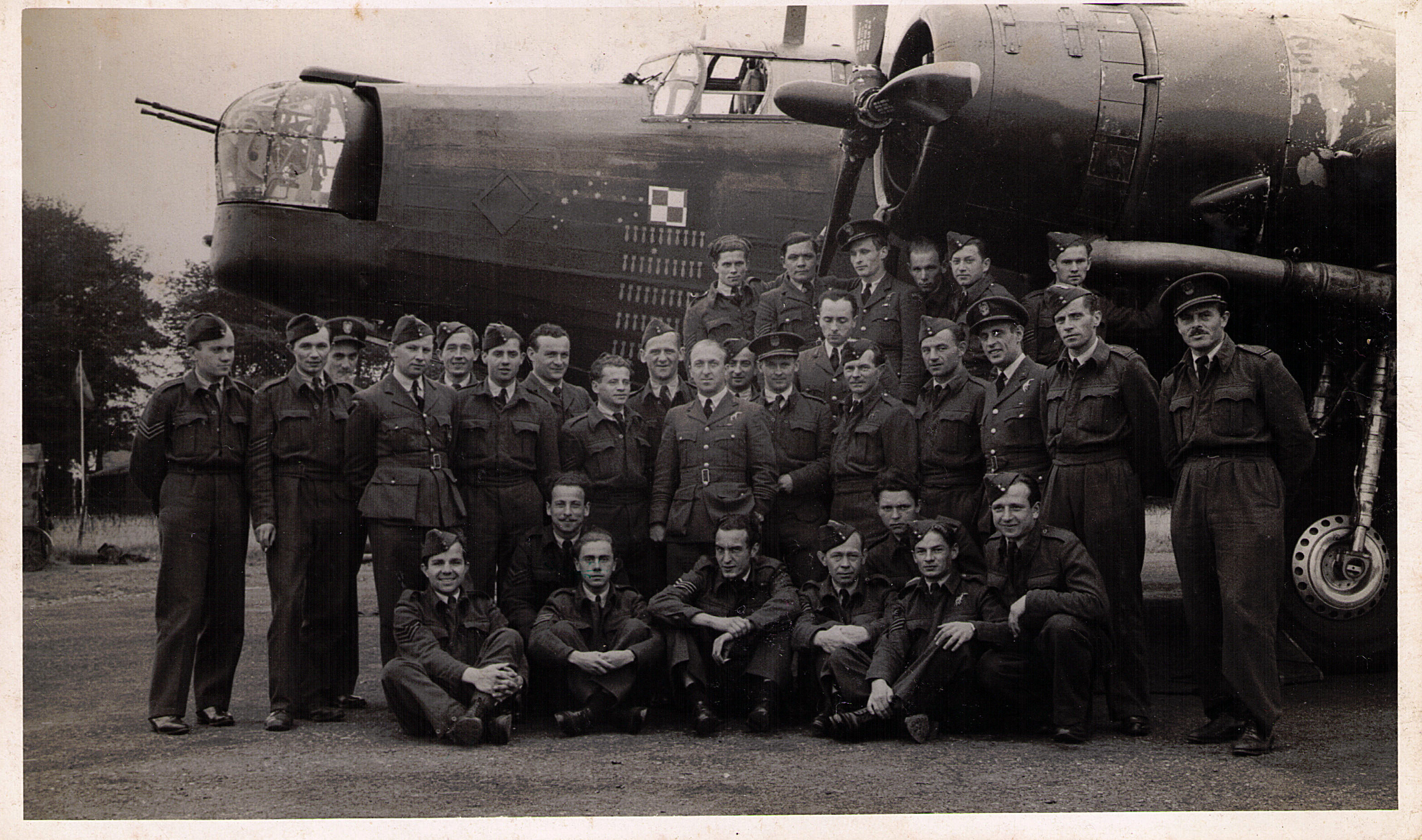
Stoi w górnym rzędzie, czwarty od lewej w 1942 roku
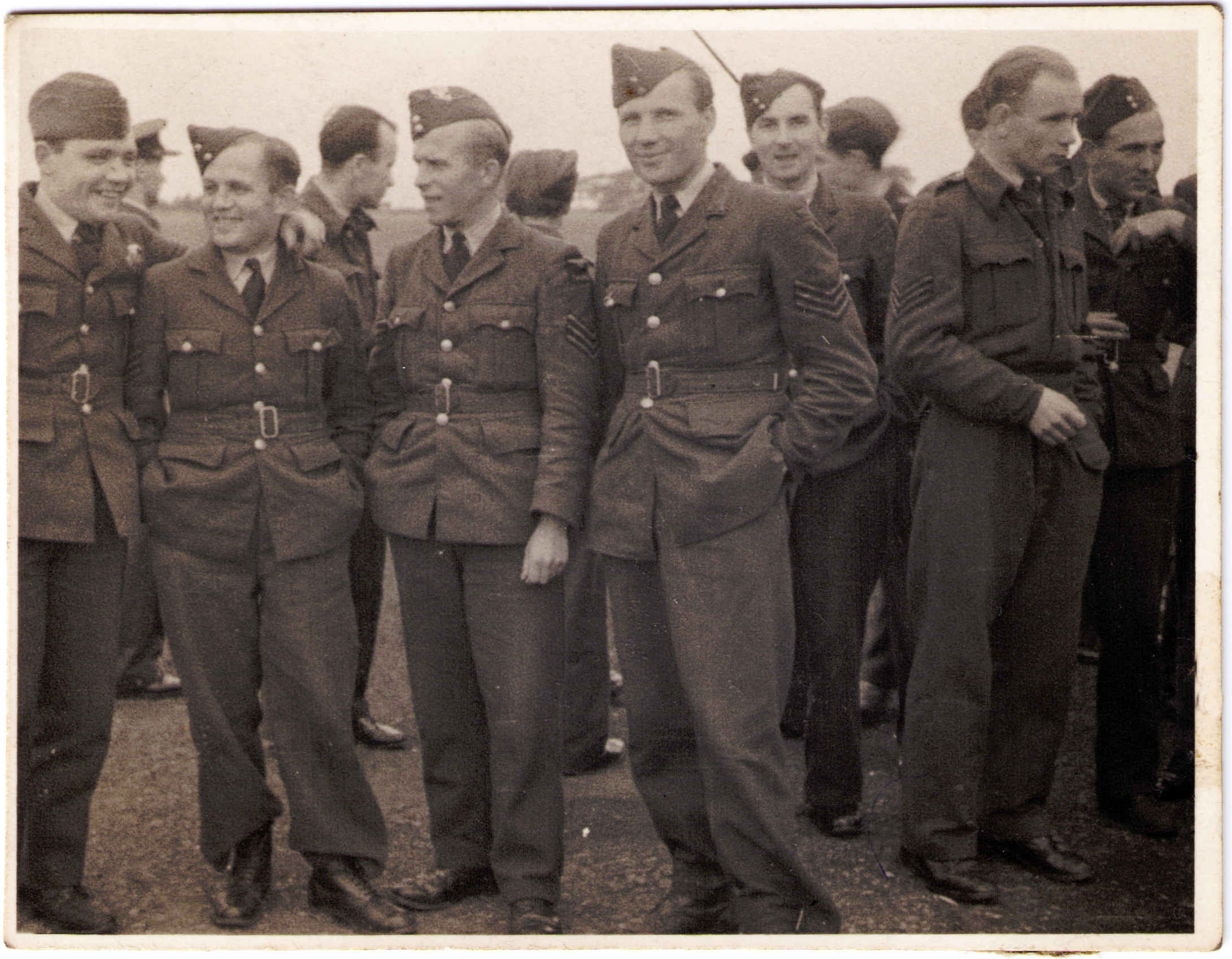
Drugi z prawej na lotnisku w 1942 roku
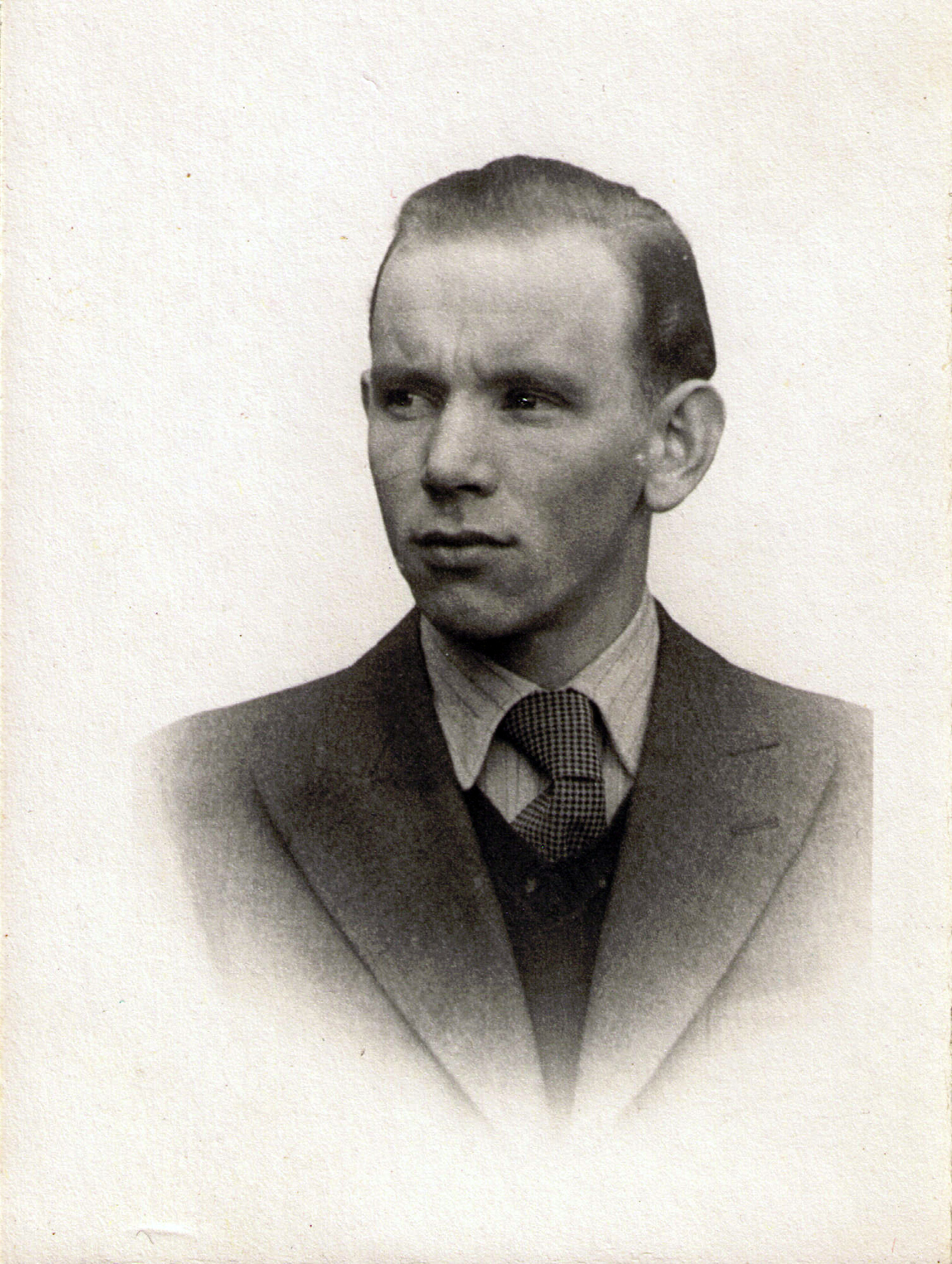
Zdjęcie z fałszywej kenkarty, 1943